# وادي القصر (قرطبة)
وادي القصر (بالإسبانية: Guadalcázar)‏، هي إحدى بلديات مقاطعة قرطبة إحدى مقاطعات إسبانيا، و التي تقع في منطقة الأندلس جنوب إسبانيا.
يبلغ عدد سكانها 1,519 نسمة وفقاً لإحصائية سنة (2008).